# Casanovas Heimfahrt

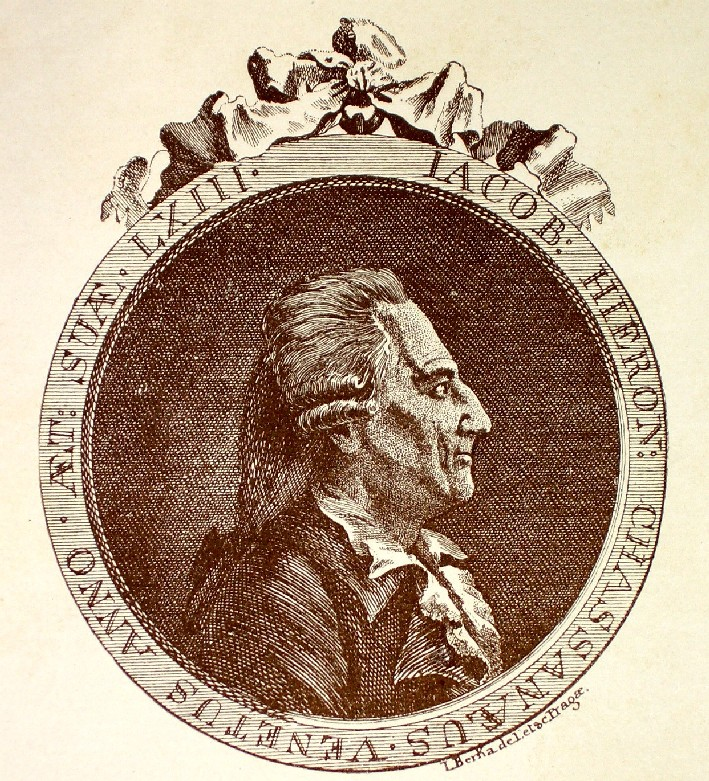
Der 63-jährige Casanova

Casanovas Heimfahrt ist eine Novelle von Arthur Schnitzler, die im Sommer 1918 in der Literaturzeitschrift Die Neue Rundschau in Berlin erschien. Im August desselben Jahres erschien die Buchausgabe bei S. Fischer.

## Inhalt
1778, in seinem 53. Lebensjahr, wartet Casanova in Mantua auf ein Zeichen aus Venedig: Der Rat der Zehn soll die 25-jährige Verbannung des inzwischen verarmten Venezianers aus der Vaterstadt beenden. Während des Wartens trifft Casanova seinen im bescheidenen Wohlstand lebenden Freund Olivo. Mit dessen Gattin Amalia, nun Mutter von drei jungen Mädchen, hatte Casanova einst eine Affäre. Amalia liebt Casanova immer noch und will die Affäre wieder aufleben lassen. Casanova möchte aber die junge Marcolina, eine blutjunge Nichte Olivos, verführen. Amalia will ihm  das ausreden. Der junge schöne Leutnant Lorenzi sei Marcolinas Liebhaber. Casanova weiß es besser. Lorenzi hat von Marcolina einen Korb bekommen. Das Mädchen studiert in Bologna Mathematik und verbringt die Ferien bei den Verwandten. Casanova, der gerade mit einer Streitschrift gegen Voltaire schriftstellerischen Ruhm einheimsen möchte, findet in der schönen und gelehrten Marcolina eine in Sachen Philosophie beschlagene Gegnerin, die durch Geistesschärfe besticht. Beide philosophieren über den Gottesleugner Voltaire.
Olivo bietet dem weltgewandten Gast Zerstreuung. Marchese Celsi kommt auf Olivos Landgut. Man spielt Pharo um hohe Einsätze. Leutnant Lorenzi, der bei dem Marchese untergekommen ist und ein Verhältnis mit der Marchesa hat, beteiligt sich an dem Kartenspiel und verliert schließlich hoch an den Marchese. Casanova hat Glück. Er gewinnt eine beträchtliche Summe. Casanova, dem Marcolina die kalte Schulter zeigt, hat herausbekommen, dass Lorenzi „das tugendhafte Weib“ des Nachts aufsucht.
Aus Venedig, vom Rat der Zehn, kommt die Nachricht, dass Casanova nur unter der Bedingung zurückkehren darf, wenn er sich dort als Polizeispion verdingt. Tief beschämt zeigt der Verführer sein wahres Gesicht. Er vergewaltigt die 13-jährige Teresina, die älteste Tochter des Ehepaares Olivo, und schlägt dem verschuldeten Lorenzi ein Geschäft vor: wenn Casanova die kommende Nacht an Lorenzis Stelle bei Marcolina im Bett verbringen darf, begleicht der Verführer die Spielschulden des Leutnants. Lorenzi, der ins Feld abkommandiert wird, geht auf den Handel ein. Casanova bereitet seine Abreise nach Venedig vor und steigt um Mitternacht, von Marcolina unerkannt, in deren Kammer ein, hat Geschlechtsverkehr mit ihr und schläft darauf ein. Als Casanova erwacht, erkennt Marcolina den Betrug. Sie ist entsetzt. Casanova spricht über sich insgeheim das – für einen Mann wie ihn – vernichtende Urteil: Alter Mann. Draußen vor dem Weingut trifft er auf Lorenzi. Die Begegnung endet in einem Duell: Casanova ersticht den Leutnant, lässt die Leiche liegen und macht sich fluchtartig auf die Reise nach Venedig. In der Vaterstadt tritt er den Dienst als Spion an und frohlockt: Bald wird er den ersten Freigeist in die Bleikammern bringen, aus denen er 1756 selbst geflohen war.

## Manuskript
Das Manuskript von Casanovas Heimfahrt ist eines der wenigen, das sich nicht in Arthur Schnitzlers Nachlass in der Cambridge University Library oder dem Deutschen Literaturarchiv Marbach befindet. Schnitzler schenkte es am 1. Oktober 1917 an seine Frau Olga. In ihrem Testament vom 18. Mai 1963, verwahrt im Theatermuseum Wien, finden sich folgende Materialien aufgeführt: „In einem kleinen weissen Koffer, den ich in den nächsten Tagen der gleichen Bank zur Aufbewahrung übergeben will, befinden sich Papiere für das Wiener Archiv meines Sohnes bestimmt; das h. s. ›Casanova's Heimfahrt‹ & Autogramme & ferner als wertvolles biographisches Material eine Copie von Arthurs Briefen an mich, vom Jahr 1899 bis 1915.“ – Nach ihrem Tod wurde 1971 das Manuskript von Casanovas Heimfahrt beim Auktionshaus J.A. Stargardt versteigert. Der Katalogeintrag lautete:„E[igenhändiges] Manuskript. Am Schluß datiert: 20. VIII. 1917. 490 (richtig 465) gezählte S. 4°. Bleistift. In Ledermappe. Das Manuskript der 1918 erschienenen Novelle, mit zahlreichen Kor[rekturen]. Mit eigenhändiger Widmung (Bleistift) auf dem Deckblatt: ,Für meine Olga nachdem ich’s Ihr am 1. October 1917 vorgelesen / Arthur.‘“ Der Ausrufungspreis betrug 2.500 DM, verkauft wurde es um 4.100 DM. Der Erlös wurde von den Erben als enttäuschend empfunden und untereinander aufgeteilt. Heute wird es in der Universitätsbibliothek Bielefeld aufbewahrt und ist online zugänglich.

## Schnitzler über seine Novelle
- Casanova habe zwar Voltaire in Ferney aufgesucht und der Verführer habe auch in seinem sechsten Lebensjahrzehnt für Venedig als Spion gedient, doch die ganze Novelle sei eine Erfindung.[9]
- Auf eine Kritik des Buches von seiner Schwägerin notierte sich der Autor in seinem Tagebuch: „Erzählen heisst ihnen nun umständlich sein. Expressionistischer Wahn!―“[10]

## Interpretationen
- Reinhard Urbach wies in seinem Kommentar darauf hin, dass Schnitzler wie Casanova im Text 53 Jahre alt war, als er den Text begann.[11]
- Schnitzler schreibt gegen die Erwartung des Lesers an: Kein Abenteurer Casanova handelt. Der Ermüdete will heim nach Venedig.[12] Gegen das Altern ist auch für einen Casanova kein Kraut gewachsen.[13]
- Sprengel[14] und Scheffel[15] weisen auf autobiographische Elemente in der Novelle hin.
- Die Lektüre der Lebenserinnerungen Casanovas (Geschichte meines Lebens), 1913 in deutscher Sprache erschienen, habe Schnitzler zu der Novelle angeregt.[16]
- Nach Le Rider siegt in dem Duell das Morbide über das Leben.[17] Marcolina sei mit ihrem überlegenen Geist die Ausnahme unter den Frauengestalten Schnitzlers.[18] Schnitzler, der die Novelle gegen Ende des Ersten Weltkriegs schrieb, habe sich vor der Wirklichkeit in das 18. Jahrhundert geflüchtet.[19]

## Verfilmung
Die Novelle wurde 1992 von Édouard Niermans als Casanovas Rückkehr verfilmt. Die Titelrolle spielte Alain Delon. In der Fassung des Films gibt es eine Andeutung, wonach die älteste Tochter Amalias das Kind von Casanova ist.